# Mail de Bulard
Le Mail de Bulard (Eth Malh de Bolard en aranais) est un sommet frontalier des Pyrénées culminant de 2 750 à 2 753 m d'altitude. Côté français, il se situe dans le département de l'Ariège en région Occitanie. Côté espagnol, il se situe dans le Val d'Aran, dans la province de Lérida en Catalogne.

## Géographie

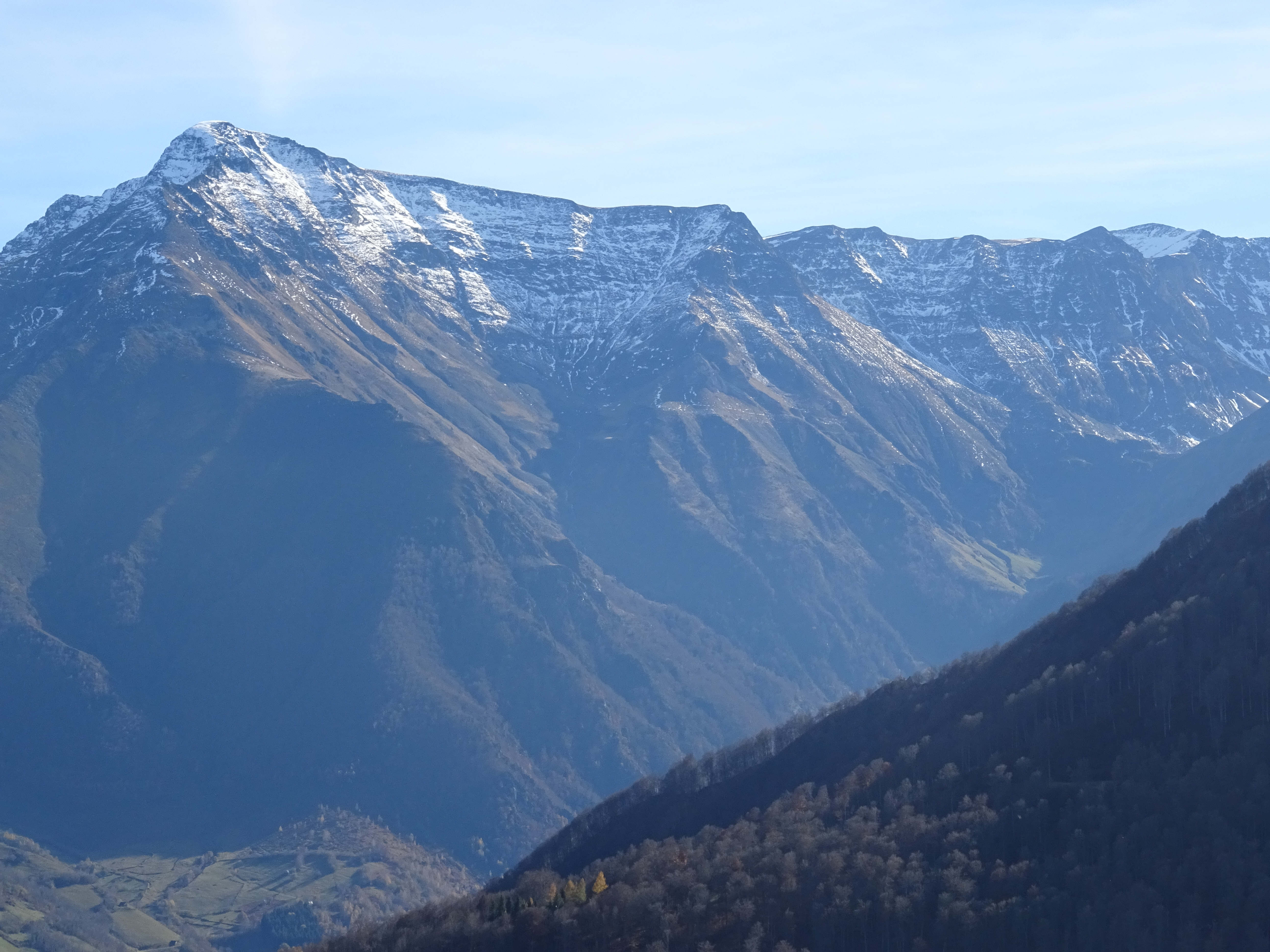
Mail de Bulard et crêtes frontalières.

Ce sommet frontalier est en limite des territoires des communes de Bonac-Irazein et de Sentein, en Ariège, et du territoire de la commune de Naut Aran dans la comarque du Val d'Aran.

### Géologie
Une carte géologique au 1:50 000e intitulée « Pic de Maubermé XIX - 48 » est éditée par le Bureau de recherches géologiques et minières. Elle est géographiquement centrée sur le pic de Maubermé mais couvre un territoire beaucoup plus vaste dont les 5/6 se trouvent en Espagne et incluant le Mail de Bulard. Elle est accompagnée d'une notice explicative détaillée sur cette zone à la géologie complexe et de grand intérêt métallogénique. Des mines de plomb et zinc ont été exploitées au XXe siècle à proximité immédiate sur les deux versants de la frontière.

### Climat
Ce sommet de la vallée du Biros est soumis à un climat typique des versants nord-pyrénéens sous influence atlantique.
Parmi les 28 balises Nivôse de Météo-France, deux se trouvent en Ariège. Pour le Couserans, il s'agit de celle du port d'Aula installée à 2 140 m dans le massif du Mont-Valier. Elle est située à quelques kilomètres à l'est du Mail de Bulard, dans le Haut-Salat.

### Faune
Le Mail de Bulard est une zone d'altitude où se rencontrent notamment l'isard, l'ours, le vautour fauve, le gypaète barbu, l'aigle royal et, beaucoup plus petit, le lézard pyrénéen du Val d'Aran (Iberolacerta aranica). Endémique de ce secteur des Pyrénées centrales, il est considéré en danger (EN) sur la liste rouge de l'Union internationale pour la conservation de la nature.

## Histoire
Sur son flanc est, accessible depuis le port d'Orle, il est possible d'accéder, via un sentier parfois vertigineux, à la mine du Mail de Bulard (2 350 m). Ouverte en 1901, sa position particulièrement exposée fut le théâtre d'accidents dramatiques d'où son surnom de « mangeuse d'hommes ». Ce site minier était aussi relié au versant espagnol à la mine du Fourcail. On y extrayait la blende (zinc) et la galène (plomb et argent) dans des conditions extrêmes. Les minerais étant descendus vers la vallée d'Orle pour arriver à Lascoux (hameau de Bonac-Irazein) pour partie par des transbordeurs aériens et pour partie par voies ferroviaires.

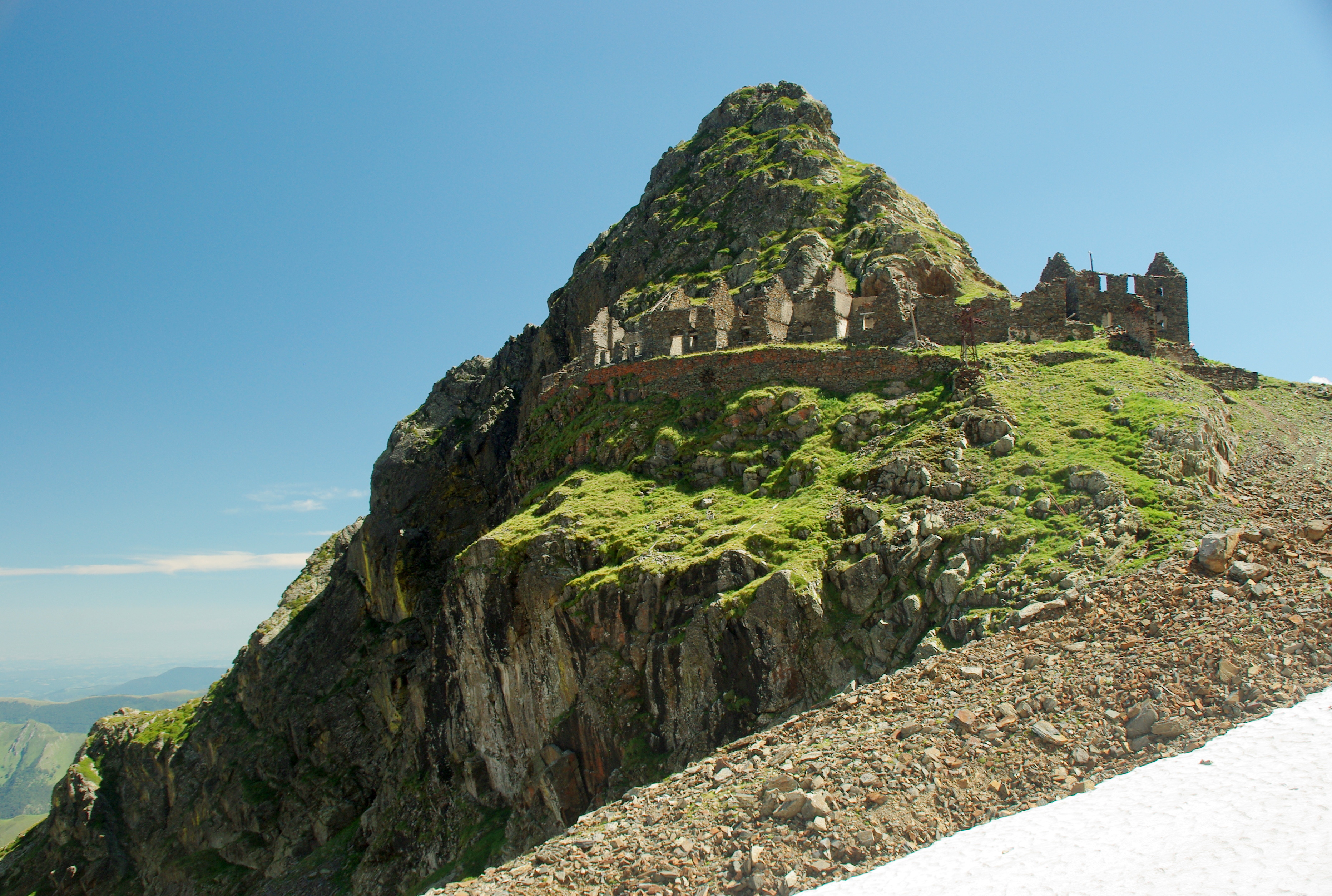
Bâtiments et installations minières vers 2 400 m, sur une vire de ce piton rocheux. Les bâtiments (cantine, dortoirs, etc.) ont été édifiés sur une vire d'une dizaine de mètres de large, surplombant des précipices.
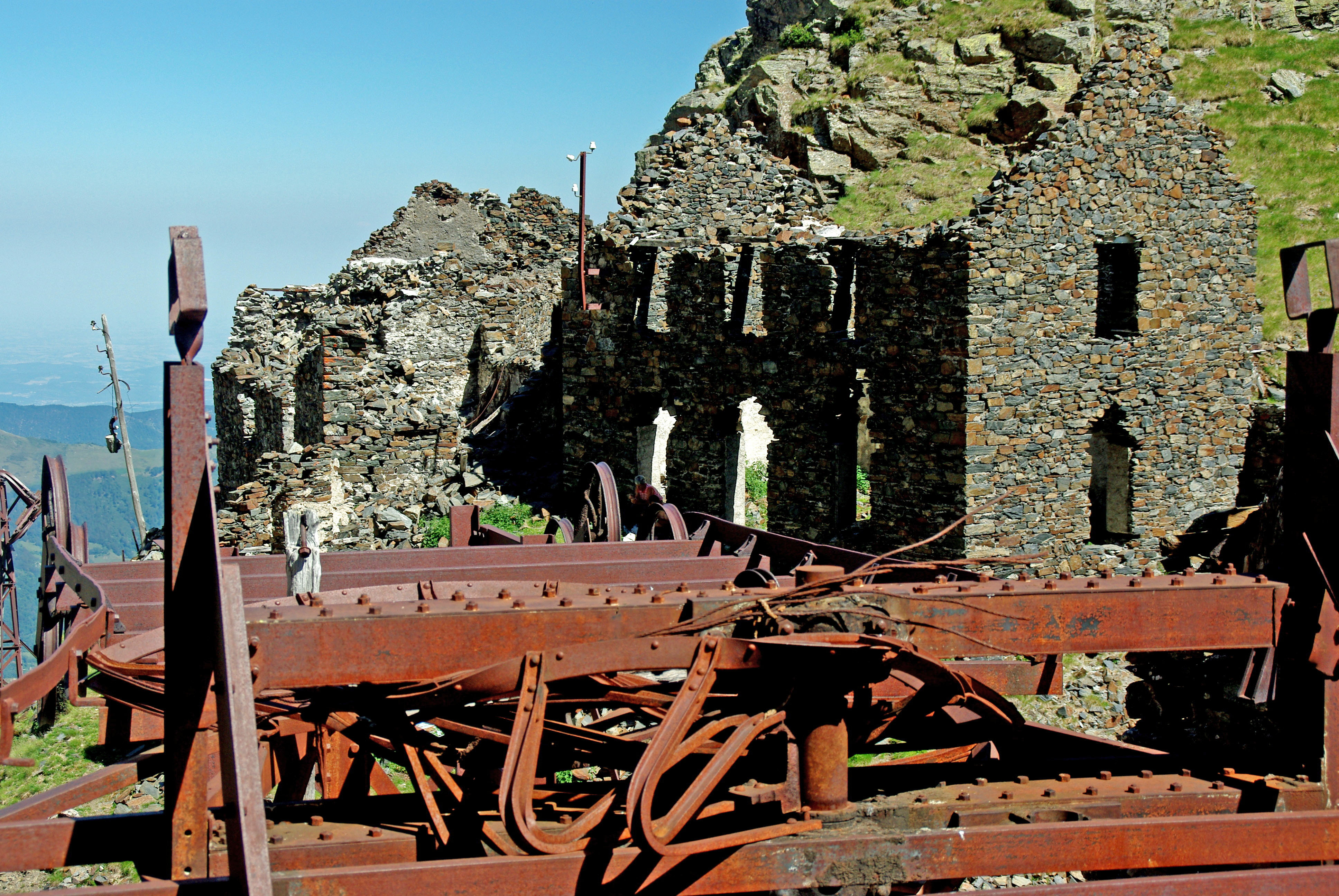
Les hommes travaillaient dans des conditions épouvantables dans ces mines, entre 2 200 et 2 700 m d'altitude, d'avril à octobre.
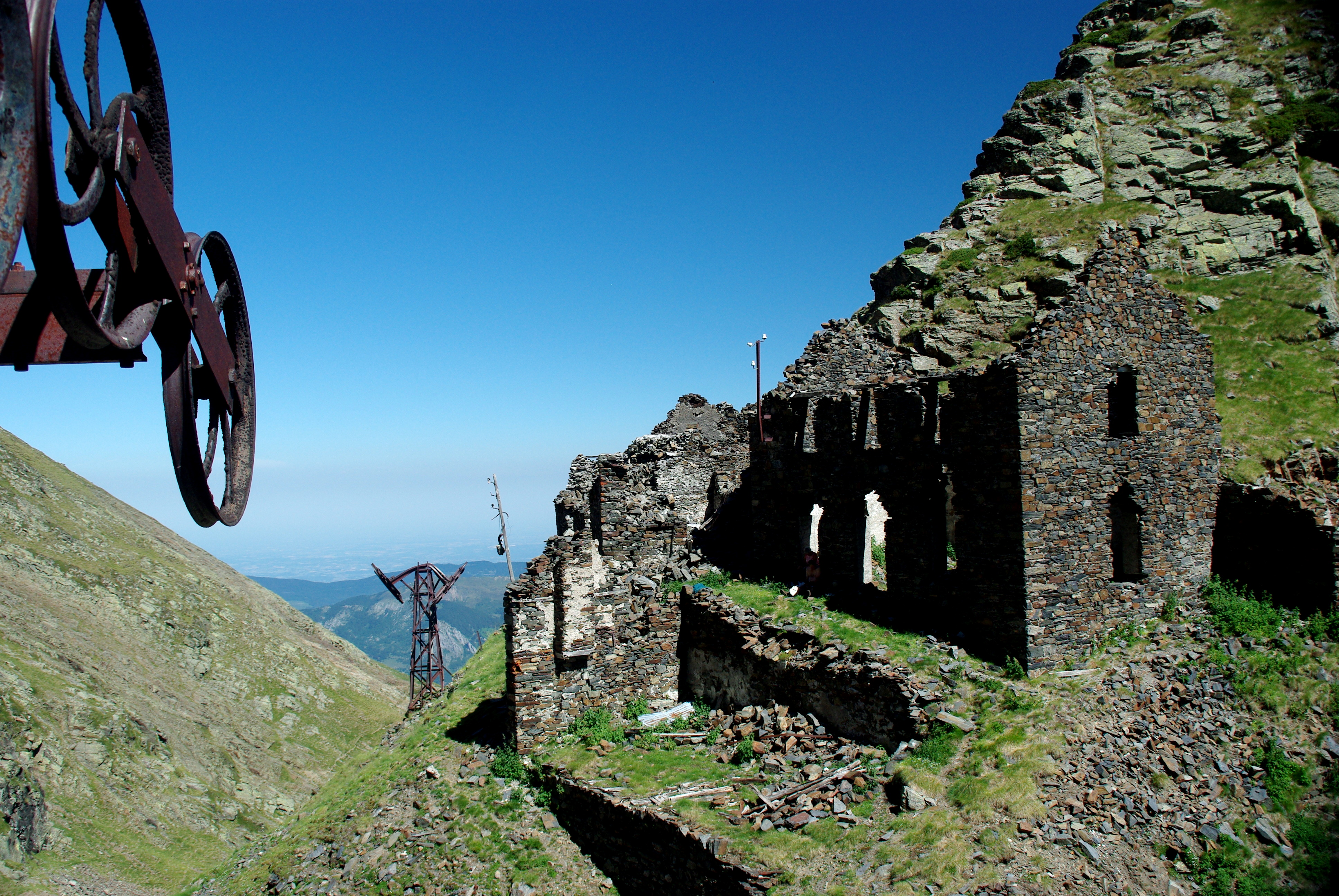
Téléphérique et bâtiments de la mine en 2010.
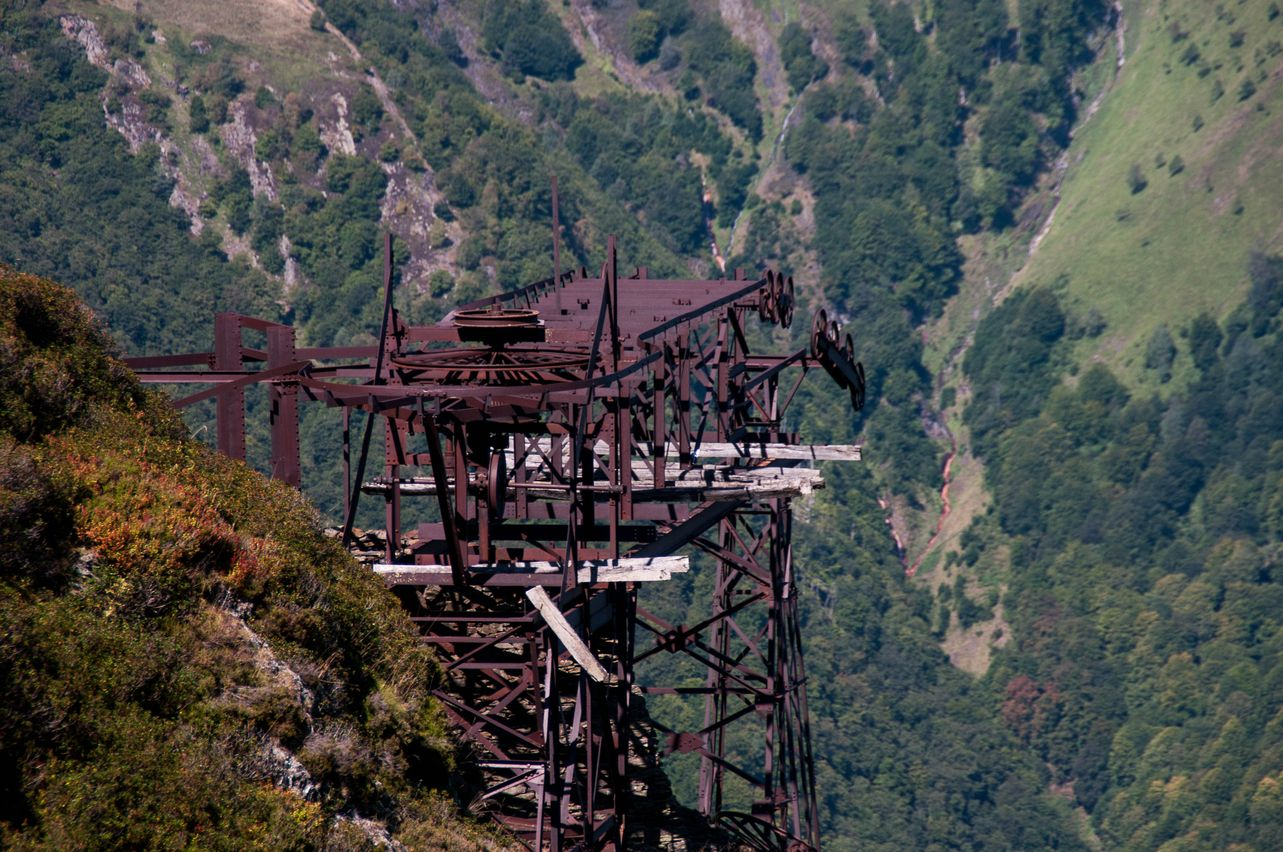
Cet équipement acheminait le minerai extrait des mines de Bulard à l'usine de traitement située dans la vallée.

## Voie d'accès
Depuis la France : l'accès principal se fait depuis la vallée du Biros jusqu'au port d'Orle. Un circuit plus difficile intégrant le pic de Maubermé est possible.